# Sint-Jozefkerk (Zwaagdijk-Oost)
De Sint-Jozefkerk is een rooms-katholieke kerk in Zwaagdijk-Oost in de Nederlandse provincie Noord-Holland.
De huidige kerk werd in 1954 gebouwd ter vervanging van een neogotisch kerkgebouw uit 1876. Architect H.P.J. de Vries ontwierp een zaalkerk in traditionalistische stijl.
In de kerk staat een Adema-orgel uit 1901.
De kerk is tot op heden in gebruik bij de Sint-Jozefparochie.